# 馬斯利夫齊
49°57′18″N 34°7′55″E / 49.95500°N 34.13194°E
馬斯利夫齊（烏克蘭語：Маслівці），是烏克蘭中部的村莊，隸屬波爾塔瓦州的米爾霍羅德區。該村距離米海利基和科韋爾季納巴爾卡1公里，海拔高度164米，2001年人口88。